# Вінстон (Міссурі)
Вінстон (англ. Winston) — селище (англ. village) в США, в окрузі Девісс штату Міссурі. Населення — 229 осіб (2020).

## Географія
Вінстон розташований за координатами 39°52′12″ пн. ш. 94°8′30″ зх. д. / 39.87000° пн. ш. 94.14167° зх. д. (39.869946, -94.141744).  За даними Бюро перепису населення США в 2010 році селище мало площу 0,80 км², з яких 0,80 км² — суходіл та 0,00 км² — водойми.

### Клімат
| Клімат : Вінстон        | Клімат : Вінстон | Клімат : Вінстон | Клімат : Вінстон | Клімат : Вінстон | Клімат : Вінстон | Клімат : Вінстон | Клімат : Вінстон | Клімат : Вінстон | Клімат : Вінстон | Клімат : Вінстон | Клімат : Вінстон | Клімат : Вінстон | Клімат : Вінстон |
| Показник                | Січ.             | Лют.             | Бер.             | Квіт.            | Трав.            | Черв.            | Лип.             | Серп.            | Вер.             | Жовт.            | Лист.            | Груд.            | Рік              |
| Абсолютний максимум, °C | 21,7             | 24,4             | 30,0             | 32,8             | 33,3             | 36,1             | 40,6             | 41,1             | 36,7             | 34,4             | 27,2             | 21,7             | 41,1             |
| Середній максимум, °C   | 0,6              | 4,4              | 10,6             | 17,2             | 22,8             | 27,8             | 30,6             | 29,4             | 25,0             | 18,3             | 10,0             | 2,8              | 16,7             |
| Середній мінімум, °C    | −9,4             | −6,7             | −1,1             | 5,0              | 11,1             | 16,1             | 18,9             | 17,8             | 12,8             | 6,1              | −0,6             | −7,2             | 5,0              |
| Абсолютний мінімум, °C  | −26,7            | −27,8            | −24,4            | −8,3             | −1,1             | 5,6              | 10,6             | 6,7              | 0,0              | −6,1             | −20              | −30,6            | −30,6            |
| Норма опадів, мм        | 20               | 25               | 70               | 90               | 133              | 104              | 103              | 84               | 132              | 83               | 48               | 34               | 926              |
| ----------------------- | ---------------- | ---------------- | ---------------- | ---------------- | ---------------- | ---------------- | ---------------- | ---------------- | ---------------- | ---------------- | ---------------- | ---------------- | ---------------- |
| Джерело:                |                  |                  |                  |                  |                  |                  |                  |                  |                  |                  |                  |                  |                  |

## Демографія
Згідно з переписом 2010 року, у селищі мешкало 259 осіб у 95 домогосподарствах у складі 69 родин. Густота населення становила 324 особи/км².  Було 111 помешкання (139/км²).
Расовий склад населення:
| - 97,3 % — білих - 1,2 % — чорних або афроамериканців - 0,4 % — корінних американців |

До двох чи більше рас належало 0,4 %. Частка іспаномовних становила 0,8 % від усіх жителів.
За віковим діапазоном населення розподілялося таким чином: 30,9 % — особи молодші 18 років, 57,5 % — особи у віці 18—64 років, 11,6 % — особи у віці 65 років та старші. Медіана віку мешканця становила 35,5 року. На 100 осіб жіночої статі у селищі припадало 102,3 чоловіків;  на 100 жінок у віці від 18 років та старших — 94,6 чоловіків також старших 18 років.
Середній дохід на одне домашнє господарство  становив 46 587 доларів США (медіана — 40 938), а середній дохід на одну сім'ю — 51 469 доларів (медіана — 43 571). За межею бідності перебувало 23,0 % осіб, у тому числі 38,2 % дітей у віці до 18 років та 5,4 % осіб у віці 65 років та старших.
Цивільне працевлаштоване населення становило 100 осіб. Основні галузі зайнятості: виробництво — 22,0 %, освіта, охорона здоров'я та соціальна допомога — 20,0 %, мистецтво, розваги та відпочинок — 15,0 %, публічна адміністрація — 11,0 %.